# Мушка, Юрий Юрьевич
Юрий Юрьевич Мушка (укр. Юрій Юрійович Мушка; род. 8 сентября 1964, Берегово, Закарпатская область) — украинский дипломат.
Чрезвычайный и Полномочный Посол Украины в Венгрии (2003—2006, 2010—2014). Чрезвычайный и Полномочный Посол Украины в Республике Корея (2006—2008). Чрезвычайный и Полномочный Посол Украины в Словакии (2016—2022). 

## Биография
Родился 8 сентября 1964 года в Берегово. В 1991 году окончил Институт международных отношений Киевского национального университета им. Т. Г. Шевченко.
В 1991—1993 годах — атташе, 3-й, 2-й секретарь Консульского управления МИД Украины.
В 1993—1997 годах — 3-й, 2-й секретарь Посольства Украины в Венгрии.
В 1997—1998 годах — советник, заведующий отделом стран Центральной и Восточной Европы Управления Европы и Америки МИД Украины.
В 1998—2000 годах — и. о. начальника Третьего территориального управления Департамента двустороннего сотрудничества МИД Украины.
В 2000—2003 годах — советник, советник-посланник Посольства Украины в Венгрии.
В сентябре—ноябре 2003 года — и. о. начальника Третьего территориального управления Департамента двустороннего сотрудничества МИД Украины.
С 10 ноября 2003 по 26 января 2006 года — Чрезвычайный и Полномочный Посол Украины в Венгрии, представитель Украины в Дунайской комиссии (по совместительству).
С 10 мая 2006 по 18 сентября 2008 года — Чрезвычайный и Полномочный Посол Украины в Республике Корея.
В 2008—2010 годах — Посол по особым поручениям в МИД Украины.
С 11 июня 2010 по 31 марта 2014 года — Чрезвычайный и Полномочный Посол Украины в Венгрии, представитель Украины в Дунайской комиссии (по совместительству).
В 2014—2016 годах — директор Второго европейского департамента МИД Украины.
С 25 ноября 2016 по 24 июня 2022 года — Чрезвычайный и Полномочный Посол Украины в Словакии.
Владеет английским и венгерским языками.

## Личная жизнь
Женат, имеет сына.

## Дипломатический ранг
Чрезвычайный и Полномочный Посол Украины.